# 기타나고야시
기타나고야시(일본어: 北名古屋市)는 일본 아이치현 북서부에 있는 시이다. 2006년 3월 20일에 니시카스가이군 시카쓰정과 니시하루정이 합병해 성립했다.

## 지리
나고야시 북부와 인접하고 나고야 철도 이누야마선으로 나고야역까지 10분 정도 걸려 교통이 좋아 탄생 전부터 주택 지역으로 발전해 왔다. 평탄한 지형으로 논밭도 많이 볼 수 있지만 사방이 메이신 고속도로, 히가시메이한 자동차도, 나고야 고속도로 등으로 둘러싸여 도로 상황도 좋기 때문에 주변의 국도나 지방도로 연선에는 공장이나 물류 시설 등도 늘어서 있다.
기후는 이 지방 특유의 "여름은 무덥고 겨울은 건조하고 차갑고 강한 바람이 부는" 기후이다.

## 인접하는 자치체
- 나고야시(기타구, 니시구)
- 이치노미야시
- 고마키시
- 이와쿠라시
- 기요스시
- 니시카스가이군 도요야마정

## 역사
- 1906년 7월 16일 - 주변 정촌이 합병해 시카쓰촌과 니시하루촌이 성립하였다.
- 1961년 4월 1일 - 시카쓰촌이 정으로 승격해 시카쓰정이 되었다.
- 1963년 11월 1일 - 니시하루촌이 정으로 승격해 니시하루정이 되었다.
- 2006년 3월 20일 - 시카쓰정, 니시하루정이 합병해 기타나고야시가 탄생하였다.

## 자매 도시
- 대한민국 전라남도 무안군(2008년 7월 9일 체결)[1]

## 교통

### 철도
- 나고야 철도 이누야마선

### 도로
- 나고야 고속도로
- 국도 제22호선

## 인구
| 연도 | 인구   | ±%      |
| ---- | ------ | ------- |
| 1960 | 16,847 | —       |
| 1970 | 46,740 | +177.4% |
| 1980 | 69,078 | +47.8%  |
| 1990 | 72,582 | +5.1%   |
| 2000 | 75,728 | +4.3%   |
| 2010 | 81,550 | +7.7%   |

|                                                  | |
| 기타나고야시의 전국의 연령별 인구 분포（2005년） | 기타나고야시의 연령·남녀별 인구 분포（2005년）                                                                            |
| ■자주색 ― 기타나고야시 ■녹색 ― 일본전국          | ■파랑색 ― 남자 ■빨간색 ― 여자                                                                                             |
| · 기타나고야시（에 해당되는 지역）의 인구추이    | |
| 일본 총무성 통계국 국세조사 결과                 | |
|                                                  | 이 그래프는 더 이상 지원되지 않는 레거시 그래프 확장 기능을 사용하고 있습니다. 새로운 차트 확장 기능으로 변환해야 합니다. |